# Flamengo Futebol Clube
Ne doit pas être confondu avec Clube de Regatas do Flamengo.
Pour les articles homonymes, voir Flamengo.
Actualités
Le Flamengo Futebol Clube est un club bissau-guinéen de football basé à Pefine.
Il participe à plusieurs reprises au championnat de première division.